# Мориган
Мориган (на съвременен ирландски: Morríghan или Mór-ríoghain) е фигура от ирландската митология. Мориган основно се свързва със съдбата и най-вече с предсказването на гибел и смърт в битка. В тази си роля тя се появява като гарван, летящ над бойното поле. Поради тази причина се свързва с валкириите и норните от скандинавската митология. Бива асоциирана и със суверинитет, а връзката ѝ с едрия рогат добитък може също да намеква за богатство и земя.
Мориган е описвана като част от трио сестри, наричани „Трите Моригна“.